# Henri Badoux (botaniste)
Pour les articles homonymes, voir Badoux.
Ne doit pas être confondu avec Henri Badoux.
Henri Badoux ou Henri Badoux-Jaccard, né le 22 mai 1871 à Cremin et mort le 1er août 1951 à Zurich, est un ingénieur forestier et botaniste suisse.

## Biographie
Henri Badoux est le fils d'Ulysse, juge au tribunal de district et de Lydie.
Il achève ses études secondaires à Lausanne et effectue un stage auprès de l'inspecteur Vogler à Schaffhouse. En 1888, alors âgé de 17 ans, Henri Badoux suit l'enseignement à l'école polytechnique fédérale de Zurich auprès des professeurs Landoldt, Bühler et Kopp. Il obtient son diplôme d'ingénieur forestier en 1891. Il continue ses études à l'université de Munich et effectue des stages réglementaires auprès de M. Bertholet. En 1894, Henri Badoux obtient le brevet fédéral d'éligibilité pour un poste supérieur de l'administration forestière. L'année suivante et durant trois ans, il est assistant à la station fédérale de recherches forestières, sous la direction du Pr Bühler.
En 1899, Henri Badoux prend pour épouse Angèle Jaccard (1878-1928),.
Durant les années 1898 à 1915, Henri Badoux est inspecteur d'arrondissement à Montreux. Il devient professeur à l'école polytechnique fédérale de Zurich (EPFZ) de 1915 à 1941, dans la discipline de l'agriculture et la sylviculture, les thématiques développées portent sur la politique forestière et protection de la forêt,. Parallèlement, de 1915 à 1933, il est directeur de l'Institut fédéral de recherches forestières à Zurich et rédacteur du Journal forestier suisse de 1915 à 1945,.
D'une bonne santé, Henri Badoux a conduit la destinée de l'école forestière dans les moments difficiles et a surmonté la douleur causée par le départ prématuré de son épouse et d'un de ses fils.

### Hommages
- Membre d'honneur de la Société forestière suisse et de la Société vaudoise de sylviculture[3] ;
- Doyen de l'école forestière fédérale de Zurich[9].

## Publications
(Liste non exhaustive, classée par années d'éditions)
- Guide pour la course du 1er août dans l'arrondissement de Vevey, Lausanne, Impr. P. Fatio, 1906, s.p., in-8° (OCLC 994742120)
- Henri Badoux et Schweiz Forstwissenschafter (Extrait du Montreux illustré, par Gustave Bettex (de)), Les forêts de Montreux, Montreux, F. Matty, 1913, 24 p., in-8°oclc1=604057282 (présentation en ligne)
- Henri Badoux (dir.), Philipp Flury et Forstverein Schweizerischer, Société suisse des forestiers (Loi fédérale sur les forêts, du 11 octobre 1902), La Suisse forestière, Lausanne, Librairie Payot & Cie, 1914, 6 f. de pl., 20 p., 208, 23 cm (OCLC 715014548, SUDOC 178300616, présentation en ligne)
- Forêt et protection de la nature, Berne, 1916, s.p., in-8° (OCLC 1033755085, présentation en ligne)
- Une nouvelle station de sapin blanc sans branches : une nouvelle variation de sapin blanc, Berne, 1916, s.p., in-8° (OCLC 1040724777)
- Perte d'accroissement dans un perchis d'épicéa causée par la grêle, Berne, 1917, s.p., in-8° (OCLC 1040760428)
- La forêt suisse et la guerre, Zurich, Rascher, 1919, 32 p., in-8° (OCLC 39054588, présentation en ligne)
- Les forêts de la Commune de Ste-Croix : contribution à l'histoire de la forêt pendant la guerre, s.l., 1923, ill., 15, 23 cm (OCLC 85285497)
- Henri Badoux et Schweiz Forstwissenschafter (Extrait du journal forestier suisse), Le professeur Dr Arnold Engler, Berne, Büchler & Cie, 1923, 8 p., in-8° (OCLC 637926007)
- De l'esthétique en forêt, Berne, Impr. Buechler, 1923, 12 p., in-8° (OCLC 716046062)
- Les essences exotiques dans la forêt suisse : conférence faite à la 3e série de conférences forestières du 5 au 10 mars 1923, à Zurich, s.l., 1923, 28 p., 23 cm (OCLC 715915686)
- Henri Badoux (dir.), Société vaudoise des forestiers, Les beaux arbres du Canton de Vaud, vol. 2, Vevey, Säuberlin et Pfeiffer, 1925, 25 cm (OCLC 603683339)
- Observations sur le douglas vert en Suisse, Zurich, Bühler Buchdruck, 1926, ill., 27, grand in-8° (OCLC 80676580)
- Le pin Weymouth en Suisse  (Tirage à part des Annales de la station fédérale de recherches forestières, vol 15), Zurich, 1929, Ill., 82, in-4° (OCLC 695922226)
- Henri Badoux et Éric Badoux (Publication de conférence), Le congrès international des stations de recherches forestières à Stockholm en 1929, Berne, Büchler & Cie, 1930, 22 p., in-8° (OCLC 81656238)
- Un exemple du développement progressif d'une forêt jardinée de sapin et d'épicéa et de la marche de son accroissement  (Tirage à part des Annales de la station fédérale de recherches forestières, vol 26), Zurich, 1930, figur, Illustr., 46, in-4° (OCLC 695558964)
- Les essences forestières exotiques en Suisse, Zurich, 1932, 378-438 p., in-8° (OCLC 716046050)
- Quelques observations faites au cours d'un voyage d'études forestières dans le sud de l'Angleterre  (Communications de la station fédérale de recherches forestières), Berne, Impr. Buechler, 1932, 7 p., in-8° (OCLC 716046100)
- Union Internationale des Instituts de Recherches Forestières (en), Le congrès de 1932 à Nancy de l'Union internationale des Instituts de recherches forestières, Nancy, Büchler, 1932, 6 p., in-8° (OCLC 602849223)
- Henri Badoux (dir.) et Schweiz Forstwissenschafter (Extrait du Journal forestier suisse no 3), Le Dr Carl Schröter, professeur de botanique à Zurich : (1855-1939), s.l., 1939, 1 p., in-8° (OCLC 637083008)